# Kálló Ferenc
Ományi Kálló Ferenc (Szeged, 1894. december 8. – Budapest, 1944. október 28. vagy 29.) magyar római katolikus pap, tábori lelkész, aki 1944-ben, Magyarország német megszállását követően zsidómentő tevékenységet fejtett ki. 1944. október 28-án éjjel a nyilasok elhurcolták és kivégezték.

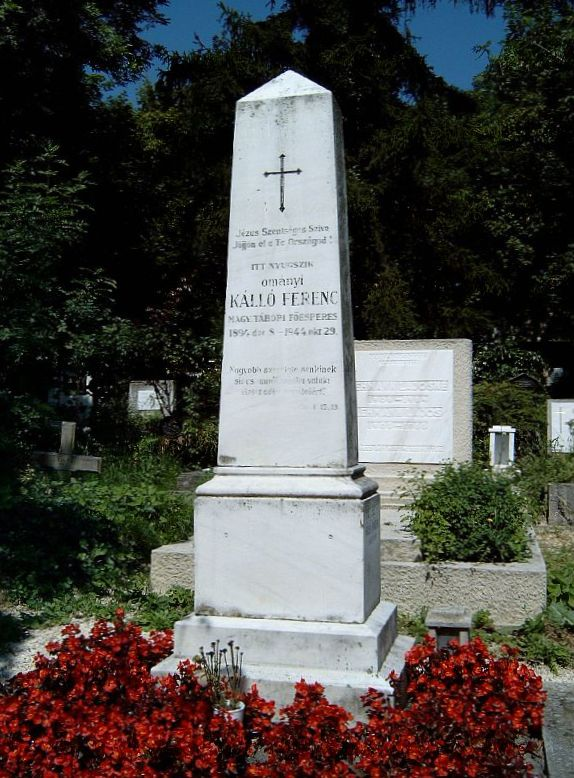
Sírja a Farkasréti temetőben

## Életpályája
Kálló Gyula tanító fiaként, egy hatgyermekes családban született. Elemi- és középiskoláit Szarvason végezte, majd 1913-ban a nagyváradi papneveldében kezdett tanulmányokat. 1917-ben szentelték pappá, ezt követően 1927-ig plébánosként tevékenykedett, ekkor – egyházmegyei engedéllyel – tábori lelkészként folytatta pályafutását. 1930 szeptemberétől a szolnoki 3. közrendészeti és honvéd kórház lelkésze lett, majd egy rövid római tanulmányút után 1935-ben a budapesti 9. honvéd kórház lelkésze lett, ebben a beosztásában 1940-ig megmaradt. 1939 márciusában – a 2. lovasdandár beosztott papjaként – részt vett a Magyar Királyi Honvédség kárpátaljai bevonulásában.
1940. szeptember és 1943. november között Budapesten a 11. helyőrségi kórház lelkésze volt (a mai Alkotás u. 25. szám helyén állt a kórház), ebben a minőségében vette fel a kapcsolatot a Nemzeti Ellenállási Mozgalommal, melynek tagjaként szökött munkaszolgálatosokat, majd 1944-től zsidókat mentett, sok "védencének" saját kezűleg készített hamis keresztleveleket. Tevékenysége 1944. október 15. után szemet szúrt a nyilas hatóságoknak is. Október 28-án éjjel egy ismeretlen férfi felkereste lakásán (Márvány u. 23.) azzal az ürüggyel, hogy beteghez hívják az utolsó kenet feladása végett, és a kérésnek eleget téve a lelkész vele ment. Holttestét másnap reggel találták meg. A későbbi kórbonctani vizsgálat szerint géppisztollyal végezték ki. November 8-án temették el a Farkasréti temetőben.
A háború után, halálának második évfordulóján a Honvédelmi Minisztérium posztumusz lelkész-ezredessé léptette elő. Budapesten a XII. kerületi Kálló esperes utca viseli nevét. 2004-ben megkapta a Világ Igaza kitüntetést. Sírját a Honvédelmi Minisztérium 2013 őszén helyreállította, és október 29-én katonai tiszteletadással újraszentelték. 2022-ben a Katolikus Tábori Püspökség Kapisztrán Szent János Arany Érdeméremmel tüntette ki.

## Művei
- Nostalgia d'amore…, Egyetemi Nyomda, Budapest, 1936
- Itt a piros, hol a piros?, Köpeczi-Boócz István rajzaival, Magyar Könyvbarátok, Budapest, 1941, (Könyvbarátok kis könyvei)
- Sikátor-utca 24., Szűrszabó József rajzaival, Szent István Társulat, Budapest, 1942
- Fiúk a bányában, Janovits István rajzaival, Egyetemi Nyomda, Budapest, 1943
- A Sikátor-utca orvosa, Györgyfi György rajzaival, Szent István Társulat, Budapest, 1943
- Cégtábla a kapu fölött, Stephaneum Nyomda, Budapest, 1944